# Enlaces (Chile)
Enlaces, Centro de Educación y Tecnología del Ministerio de Educación de Chile tiene como misión mejorar la calidad de la educación integrando la informática educativa en el sistema escolar, de acuerdo a las necesidades de la sociedad de la información.
Desde 1992, Enlaces ha contribuido en:
- Reducción de brecha digital en profesores: La incorporación de los profesores al mundo de las TIC ha sido una prioridad para Enlaces desde sus inicios en la década pasada.[¿cuándo?] Así, desde sus orígenes hasta la fecha Enlaces ha capacitado a 210.852 profesores en uso TIC.[cita requerida]
- Cambio en la percepción del rol de las TIC: La política de Enlaces ha producido un cambio en la percepción del rol que la tecnología puede desempeñar en la educación. En los inicios no existía una valoración clara sobre el rol que podía desempeñar la informática educativa. Hoy existe una alta demanda en todo el sistema educativo (y social) lo que ofrece un terreno favorable para la implementación de la nueva política de Enlaces.
- Desarrollo de “competencias esenciales” del siglo XXI: Hay evidencia creciente de que uno de los impactos de la presencia de infraestructura tecnológica digital en las escuelas apunta en la dirección de mejorar algunas de las "competencias esenciales del siglo XXI". Entre ellas, cabe mencionar las competencias digitales, y aquellas relacionadas con la búsqueda y selección de información, la comunicación y el trabajo en equipo, el análisis crítico y la resolución de problemas.
- Acceso a las nuevas tecnologías a través de las escuelas: De acuerdo a los resultados de la Encuesta de Caracterización Socioeconómica Nacional (CASEN) del año 2006, el 66% de los estudiantes más vulnerables accede a las nuevas tecnologías desde la escuela.[1] Enlaces ha sido la principal política pública para la inclusión digital en el país.

## Objetivos
Sus objetivos son:
- Apoyar a los colegios para que las clases sean más efectivas;
- Potenciar nuevas formas de aprender, y
- Desarrollar competencias digitales en docentes y alumnos.

## Historia
Enlaces nació como un proyecto piloto con doce escuelas en Santiago y luego se extendió a la Región de La Araucanía, abarcando a cien establecimientos. Fue creado por el Ministerio de Educación en 1992, con el objetivo de constituir una red educacional nacional entre todas las escuelas y liceos subvencionados del país e incorporar las nuevas tecnologías de información y comunicación a la educación.
Al inicio de su gestión, Enlaces desarrolló el software "La Plaza" con el objeto de facilitar el uso del computador por parte de alumnos y profesores, en los comienzos de la inserción de la tecnología a las aulas. En ese entonces, existía una fuerte orientación hacia la creación de redes de personas con los medios disponibles: correo electrónico y listas de interés.
El año 2005, demostrando que existe un compromiso país para que la tecnología sea un aporte real en el aprendizaje escolar, el Ministerio de Educación crea el Centro de Educación y Tecnología de Chile, la nueva institucionalidad de Enlaces. El objetivo es que el Centro se transforme en un referente y articulador de las políticas públicas vinculadas con la informática educativa y que también cumpla un rol activo en la alfabetización digital de la ciudadanía.
En años posteriores, Enlaces entrega beneficios para facilitar la conexión a Internet a colegios, primero como subsidios y después directamente. [cita requerida]

### Algunos hitos
- En 1995 Comienza la Expansión Nacional de Enlaces logrando una cobertura de 5 mil 300 escuelas y liceos a lo largo de todo el país, incluyendo Isla de Pascua y la Antártica.[cita requerida]

- Enlaces llega a las Escuelas Rurales, a partir del año 2000, como respuesta al interés del Ministerio de Educación de ampliar la cobertura de la red educacional a la totalidad de las escuelas aún no incorporadas a Enlaces, en su mayoría escuelas rurales de lugares apartados.

- El año 2009 Enlaces lanza el Primer Catálogo de Recursos Educativos Digitales (RED) de América Latina, que pone a disposición de las escuelas y liceos conocer y seleccionar recursos digitales para apoyar la implementación de sus planes educativos.

- Durante el mismo año 2009, se lanza la iniciativa de Laboratorios Móviles Computacionales (LMC), una experiencia de computación 1 a 1 para terceros y cuartos básicos en 1500 establecimientos municipales.[4][5]

- A inicios del año 2011 y producto de los diferentes planes de Enlaces, se alcanza la meta de 10 niños por computador que se había propuesto como parte del plan TEC.[6]

- Durante el 2011 se tomará por primera vez una prueba que busca medir las competencias digitales de alumnos de II° medio (15 años), que será un nuevo SIMCE, llamado SIMCE TIC.[7][8]

### Directores
- Pedro Hepp Kuschel, 1993 – 2001
- Ignacio Jara Valdivia, 2001 – 2003
- Hugo Martínez Alvarado, 2003 – 2005
- Didier de Saint Pierre, 2006 - 2009
- Sebastián Barrientos Estay, 2010 - 2012
- M. Cristina Escobar González, 2012 - 2015
- Patricio Astorga Veloso, 2015 - 2015
- Marcelo Vera Zanic, 2015 - 2018
- Sebastian Marambio Cathalifaud,  2018 - 2022

## Proyectos importantes

### Plan TEC
El año 2008 se inicia la implementación del Plan Tecnologías para una Educación de Calidad (TEC), que buscaba incrementar el equipamiento tecnológico de los establecimientos y asegurar su uso pedagógico. El objetivo era llegar a 10 niños por PC al año 2010.

### Laboratorios Móviles Computacionales
En el discurso presidencial del 2008, la presidenta Bachelet anuncia el lanzamiento del plan Laboratorios Móviles Computacionales
. Se trata de dotar con notebooks a los niños de terceros y cuartos básicos para que puedan trabajar cada uno con su computador durante algunas horas de clases. Estos se empiezan a entregar durante el año 2009 y llegan a aproximadamente 1500 establecimientos municipales.

### Enlaces y Comunidad
Como parte de las distintas estrategias de desarrollo digital (2002 y 2006) del gobierno, Enlaces implementó planes de alfabetización digital en colegios que contaban con laboratorios de computadores.

### Censo de Informática Educativa e Índice de Desarrollo Digital Escolar (IDDE)
A fines del 2009, Enlaces hizo un censo que visitó más de 9062 colegios donde se recogió información respecto del nivel de desarrollo digital de estos, en infraestructura, procesos, capacitación y uso. Con esto se creó un Índice de Desarrollo Digital Escolar (IDDE) de las escuelas y liceos.

### SIMCE TIC
Durante el 2010, el presidente Piñera anunció un SIMCE TIC, es decir, una prueba para medir las competencias digitales a estudiantes. Se aplicó por primera vez a fines de 2011 a una muestra de 10 000 alumnos de II° medio (10° grado, 15 años). y se basó en un estándar de competencias desarrollado por Enlaces. Los resultados fueron entregados el 2012 y no lograron los resultados esperados.

## Premios
- El año 2010, Enlaces recibió el Premio Internacional de Educación y TIC que entrega la Organización de Estados Iberoamericanos (OEI) y Fundación Telefónica.[18][19]
- El año siguiente, Enlaces ganó el premio "Internauta 2011" en la categoría Mejor Iniciativa Educativa TIC.[20][21]
- También durante 2011, recibe el premio de la Asociación Chilena de Empresas de TI (ACTI) a la mejor iniciativa educacional/social.[22][23]

### Universidades de la red
- Unidad Ejecutora U. Tarapacá
- Unidad Ejecutora Norte - Universidad de Antofagasta
- Unidad Ejecutora Universidad de Atacama
- Centro de Informática Educativa PUC
- Centro Comenius USACH Archivado el 21 de octubre de 2012 en Wayback Machine.
- Centro de Computación y Comunicación para la Construcción del Conocimiento UChile
- Unidad Ejecutora de Univ. Católica del Maule
- Web Instituto Informática Educativa UFRO

### Críticas
- Sobre Enlaces, ICDL, EduLinux y hierbas similares

- Datos: Q6429707